# Вигода (гміна)
Ґміна Вигода — об'єднана сільська ґміна Долинського повіту Станіславського воєводства Польської республіки в 1934–1939 рр. Центром ґміни було село Вигода.
Ґміну Вигода було утворено 1 серпня 1934 р. у межах адміністративної реформи в ІІ Речі Посполитій із дотогочасних сільських ґмін: Вигода, Дебелівка, Княжолука, Новий Мізунь, Старий Мізунь, Новоселиця, Пациків, Мала Тур'я і Яворів.
17 січня 1940 року ґміна була ліквідована, а територія увійшла до новоствореного Вигодського району.